# アルンダティ・ロイ

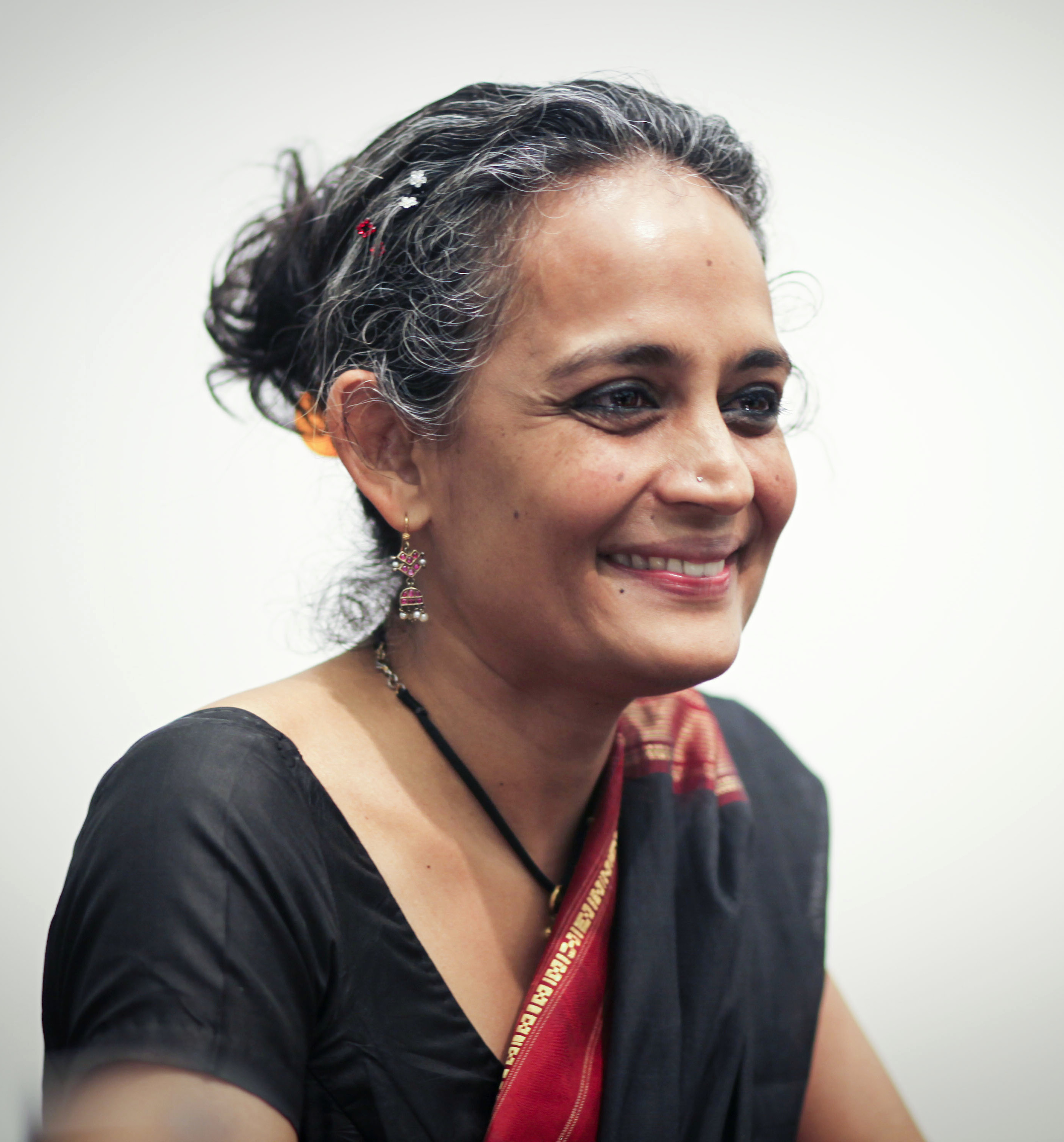

アルンダティ・ロイ（Arundhati Roy、1961年11月24日 -）は、インドの作家、批評家、活動家。第一作目の『小さきものたちの神』でブッカー賞（1997年）を受賞し、一躍世界からの注目を集めた。2002年にはラナン文化自由賞を受賞。
反グローバリゼーションの評論家で知られる。

## 来歴
1961年、インド北東部メーガーラヤ州シロンにて茶農園を営む一家に生まれる。母親は、ケーララ州出身のシリア教会キリスト教徒で女性権利運動家のメアリー・ロイ。少女時代を母親の故郷ケーララ州で過ごした後、ニューデリーで建築を学び、建築家の夫と初婚。1984年に映画監督と再婚し、その影響で映画制作に携わるようになり、女優や脚本家として活躍。
その後、本格的な執筆活動に入り、1996年に半自叙伝的小説『小さきものたちの神』を完成。1997年度のブッカー賞を受賞。ロイの名は瞬く間に世界に知れ渡り、同書は『ニューヨーク・タイムス』のベストセラー・リストに49週連続で掲載され、また世界36ヶ国で翻訳出版されることになった。その後、ロイはノンフィクションに執筆分野を移し、現在に至る。ニューデリー在住。
2006年には、評論集『無限の正義の代数』（The Algebra of Infinite Justice）がインド最高の文学賞であるサヒチャ賞に選ばれたが、この受賞を拒否した。

## 活動、批評
ナルマダー川ダム開発およびエンロン社に対する反対運動や反核平和運動に従事。また、人びとの日常生活の視点から、グローバル化やアメリカの圧力について積極的な発言を続けるほか、近年は、インド国内の新自由主義や階級的排他性の高まり、ヒンドゥー・ナショナリズムの台頭に警笛を鳴らし、アメリカらのアフガン侵攻やイラク戦争にも批判の声をあげている。
たとえば、反グローバル主義者の立場からロイは「帝国」について次のように述べている。「たしかにまだわたしたちは、帝国の歩みを阻止できていないかもしれない。でも、それを裸にすることはできたでしょう？ 帝国の仮面を剥がすことはできた。その素顔を晒させたのは、わたしたち。帝国は、いま、私たちの目の前、世界という舞台の上で、その残忍で醜い裸の姿のまま、立っている」。ロイにとって、「帝国」とは、アメリカ一国のことではなく、「21世紀対応型新民主主義システム」を指すものである。すなわち、「自由」という「錦の御旗」の名の下にグローバル企業の支配者たちが弱者を「自由に」操ることのできる新システムである。

## 著作
- 1997, The God of Small Things, Flamingo. ISBN 0-00-655068-1.

工藤惺文訳『小さきものたちの神』（DHC, 1998年）
- 1998, The End of Imagination, Kottayam: D.C. Books. ISBN 81-7130-867-8.
- 1999, The Cost of Living, Flamingo. ISBN 0375756140.

片岡夏実訳『わたしの愛したインド』（築地書館, 2000年）
- 1999, The Greater Common Good, Bombay: India Book Distributor, ISBN 81-7310-121-3.
- 2002, The Algebra of Infinite Justice, Flamingo. ISBN 0-00-714949-2.
- 2002, Power Politics, South End Press. ISBN 0-89608-668-2.
- 2003, War Talk, South End Press. ISBN 0-89608-724-7.
- 2004, An Ordinary Person's Guide To Empire, Consortium Book Sales and Dist. ISBN 0-89608-728-X
- 2004, Public Power in the Age of Empire, Seven Stories Press. ISBN 1-58322-682-6.
- 2004, The Checkbook and the Cruise Missile:Conversations with Arundhati Roy, South End Press. ISBN 0-89608-710-7.
- 2008, The Shape of the Beast: Conversations with Arundhati Roy, New Delhi: Penguin. 	ISBN 978-0-670-08207-0.
- 2010, Listening to Grasshoppers: Field Notes on Democracy,	New Delhi: Penguin.	ISBN 978-0-670-08379-4.
- 2011, Broken Republic: Three Essays, New Delhi: Hamish Hamilton. ISBN 978-0-670-08569-9.
- 2011, Walking with the Comrades, New Delhi: Penguin. ISBN 978-0-670-08553-8.
- 2011, Kashmir: The Case for Freedom, Verso Books, ISBN 1-844-67735-4.
- 2013, The Hanging of Afzal Guru and the Strange Case of the Attack on the Indian Parliament, New Delhi: Penguin. ISBN 978-0143420750.
- 2014, Capitalism: A Ghost Story, Chicago: Haymarket Books. ISBN 978-1-60846-385-5.
- 2016, Things that Can and Cannot Be Said: Essays and Conversations (with John Cusack),	Chicago: Haymarket Books. ISBN 978-1-608-46717-4.
- 2017, The Doctor and the Saint: Caste, Race, and Annihilation of Caste (the Debate Between B.R. Ambedkar and M.K. Gandhi), Chicago: Haymarket Books. ISBN 978-1-608-46797-6.
- 2019, My Seditious Heart: Collected Non-Fiction, Chicago: Haymarket Books. ISBN 978-1-608-46676-4.
- 2020, Azadi: Freedom, Fascism, Fiction, Haymarket Books, ISBN 1642592609.

### 日本語訳選集
- 本橋哲也訳『帝国を壊すために』（岩波新書, 2003年）
- 加藤洋子訳『誇りと抵抗―権力政治（パワー・ポリティクス）を葬る道のり』（集英社新書, 2004年）
- 本橋哲也 訳『民主主義のあとに生き残るものは』 岩波書店, 2012.8
- 粟飯原文子訳『ゲリラと森を行く』 以文社, 2013.5